# Triplă fractură de mandibulă
Triplă fractură de mandibulă este un film românesc din 2014 regizat de Iacob Paștina.